# Pittsfield (Vermont)
Pittsfield es un pueblo ubicado en el condado de Rutland en el estado estadounidense de Vermont. En el año 2010 tenía una población de 546 habitantes y una densidad poblacional de 10,5 personas por km².

## Geografía
Pittsfield se encuentra ubicado en las coordenadas 43°46′7″N 72°49′53″O / 43.76861, -72.83139.

## Demografía
Según la Oficina del Censo en 2000 los ingresos medios por hogar en la localidad eran de $41 667 y los ingresos medios por familia eran $47 000. Los hombres tenían unos ingresos medios de $29 306 frente a los $26 406 para las mujeres. La renta per cápita para la localidad era de $21 837. Alrededor del 4,2% de la población estaban por debajo del umbral de pobreza.